# لجنة البرلمان الأوروبي الفرعية لحقوق الإنسان
اللجنة الفرعية لحقوق الإنسان (بالإنجليزية: Subcommittee on Human Rights)‏ هي لجنة فرعية تابعة للجنة الشؤون الخارجية في البرلمان الأوروبي. وهي مسؤولة عن قضايا حقوق الإنسان والديمقراطية، بما في ذلك ضمان تنفيذها في سياسة الاتحاد الأوروبي، وتشجيع الحوار مع الوكالات الدولية والمجتمع المدني، وتوفير منصة للتقارير عن حقوق الإنسان وتحليلها داخل الاتحاد الأوروبي وخارجه.